# Добрица Бисенић
Добрица Бисенић (Голобок, 1962. — Београд, 31. јул 2023.) био је српски сликар и редовни професор Факултета ликовних уметности у Београду.

## Биографија
Добрица Бисенић је дипломирао сликарство 1987. на Факултету ликовних уметности (ФЛУ) у Београду у класи професора Живојина Туринског. Код истог професора завршио је и постдипломске студије 1990. Био је стипендиста Фонда младих у периоду 1988-89 године. На ФЛУ у Београду радио је од 1989. У звање редовног професора изабран је 2012.
Бисенић је био члан УЛУС-а од 1988. године, као и члан Савета Центра за графику и визуелна истраживања “Академија” 2003-2007, те члан Савета Галерије Дома омладине Београда (2004-2008).

## Најзначајније самосталне изложбе
- Београд
- Смедеревска Паланка
- Велика Плана
- Неготин
- Крушевац
- Ниш

## Најзначајније колективне изложбе
- Београд
- Врбас
- Чачак
- Горњи Милановац
- Солун
- Турку

## Награде
- Награда за цртеж ФЛУ (1984)
- Велика награда ФЛУ из Фонда „Ристе и Бете Вукановић“ (1987)
- Прва награду ФЛУ из Фонда „Николе Граовца“ (1987)
- Студентска Октобарска награда града Београда (1990)
- Награда Галерије КНУ за изложбу године (1990)[1]